# Pomuch
Pomuch es una población del estado mexicano de Campeche, localizada en el norte del estado, en el llamado camino real entre San Francisco de Campeche y Mérida, forma parte del municipio de Hecelchakán, palabra maya que significa "lugar donde se asolean los sapos" (Aunque existe todavía una discusión al respecto) y se venden ricos panes.
La Localidad tiene el título de Junta Municipal y abarca las localidades de: Pomuch y Zodzil.
Pomuch es famoso nacional e internacionalmente por una particular tradición de sus habitantes para el día de muertos, según la cual los familiares del fallecido, desentierran sus huesos, los limpian y los envuelven en servilletas nuevas y bordadas especialmente para la ocasión, volviéndo a depositarlos entonces en su tumba y se le realiza la tradicional ofrenda con alimentos y bebidas.
Pomuch es reconocido a nivel estatal e incluso nacional por sus tradicionales panes, de distintos tipos y formas.
En 2010 tenía 8,694 habitantes representando el 31% de la población del Municipio de Hecelchakán.

## Demografía
De acuerdo a los resultados del Conteo de Población y Vivienda de 2010 realizado por el Instituto Nacional de Estadística y Geografía, Pomuch tiene un total de 8 694 habitantes, de los cuales 4 338 son hombres y 4 356 son mujeres.
| Gráfica de evolución demográfica de Pomuch entre 1900 y 2020 |
|                                                              |
| Población según los censos del INEGI.                        |

## Transportes

### Transporte urbano
Un medio de transporte arraigado a la comunidad es el "mototaxi" o "tricitaxi". Este consiste en la unión de la cabina de un triciclo de carga en la parte anterior con una motocicleta en la parte posterior. Es un medio de transporte utilizado comúnmente para desplazarse en el interior de la villa.

## Servicios públicos

### Educación
La educación está a cargo de escuelas públicas, que brinda servicios de educación básica y media superior. La mayoría de estas escuelas pertenecen al gobierno federal. No existen escuelas privadas en la localidad.

### Salud
El sistema de salud de la villa se divide entre las prestaciones del sistema público de salud, gestionado por la Secretaría de Salud de Campeche, y las que realiza la medicina privada, presente a través de consultorios médicos.
En relación con el sistema público de salud, la localidad se encuentra en la Jurisdicción Sanitaria n.º 1 de la Secretaría de Salud de Campeche, y cuenta con un centro de salud de atención primaria para la atención de la población residente en la villa.

## Medios de comunicación
Telefonía
La villa cuenta con la señal de Telcel en las modalidades 2G, 3G, y 4G; el área urbana también tiene cobertura de Movistar en las modalidades 2G y 3G. También se cuenta con cobertura de AT&T México en 3G y 4G.

## Patrimonio cultural inmaterial

### Feria de Pomuch
En el marco de las festividades religiosas de abril, en honor a la Virgen de la Purísima Concepción, se celebra la Feria de Pomuch, con corridas de toros, actividades al aire libre y juegos mecánicos. Durante la celebración se reciben visitantes de todos las localidades vecinas y familias que viven principalmente en las ciudades de San Francisco de Campeche y Mérida.

Celebraciones de abril en Pomuch
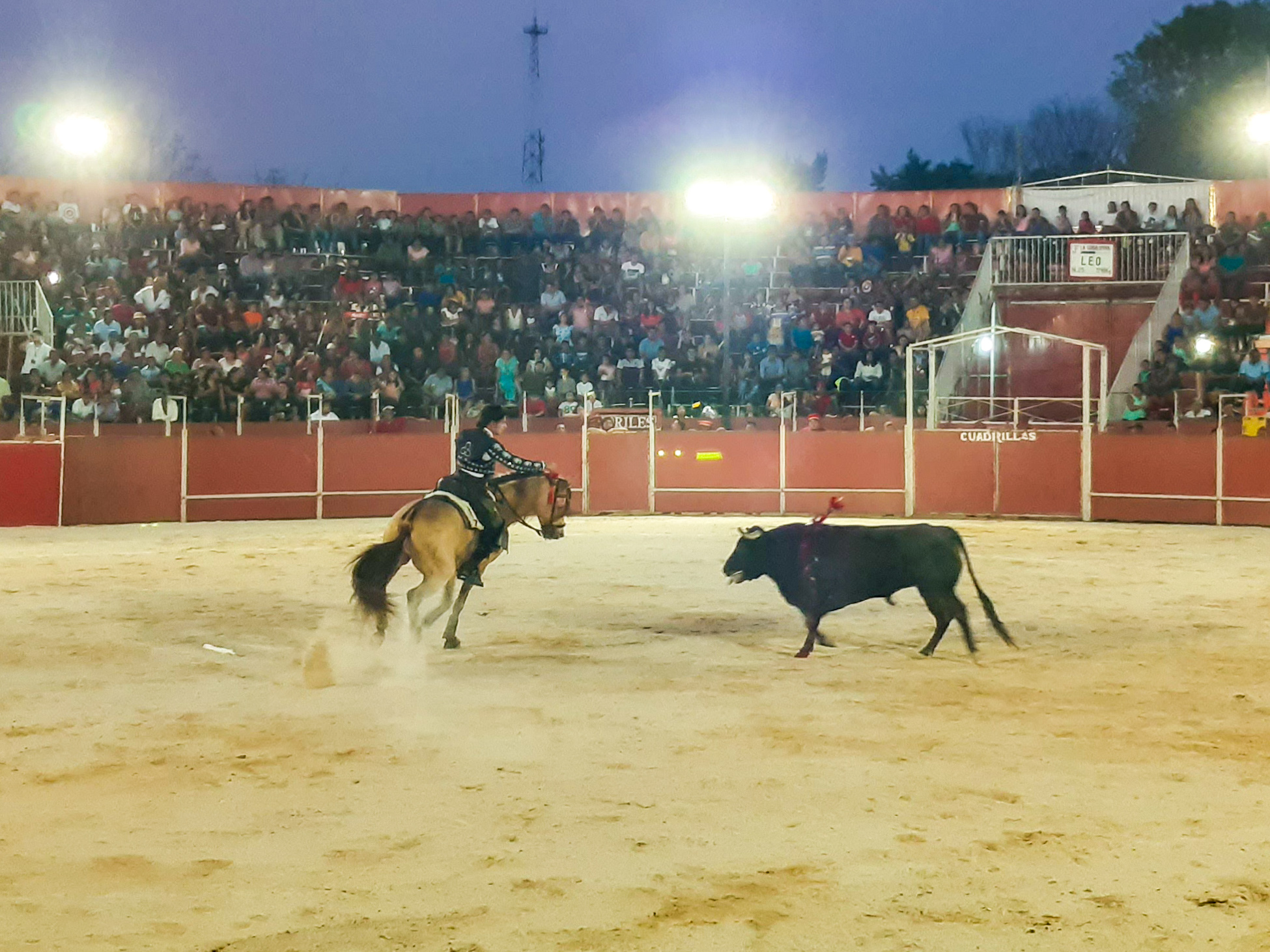
Corridas taurinas.
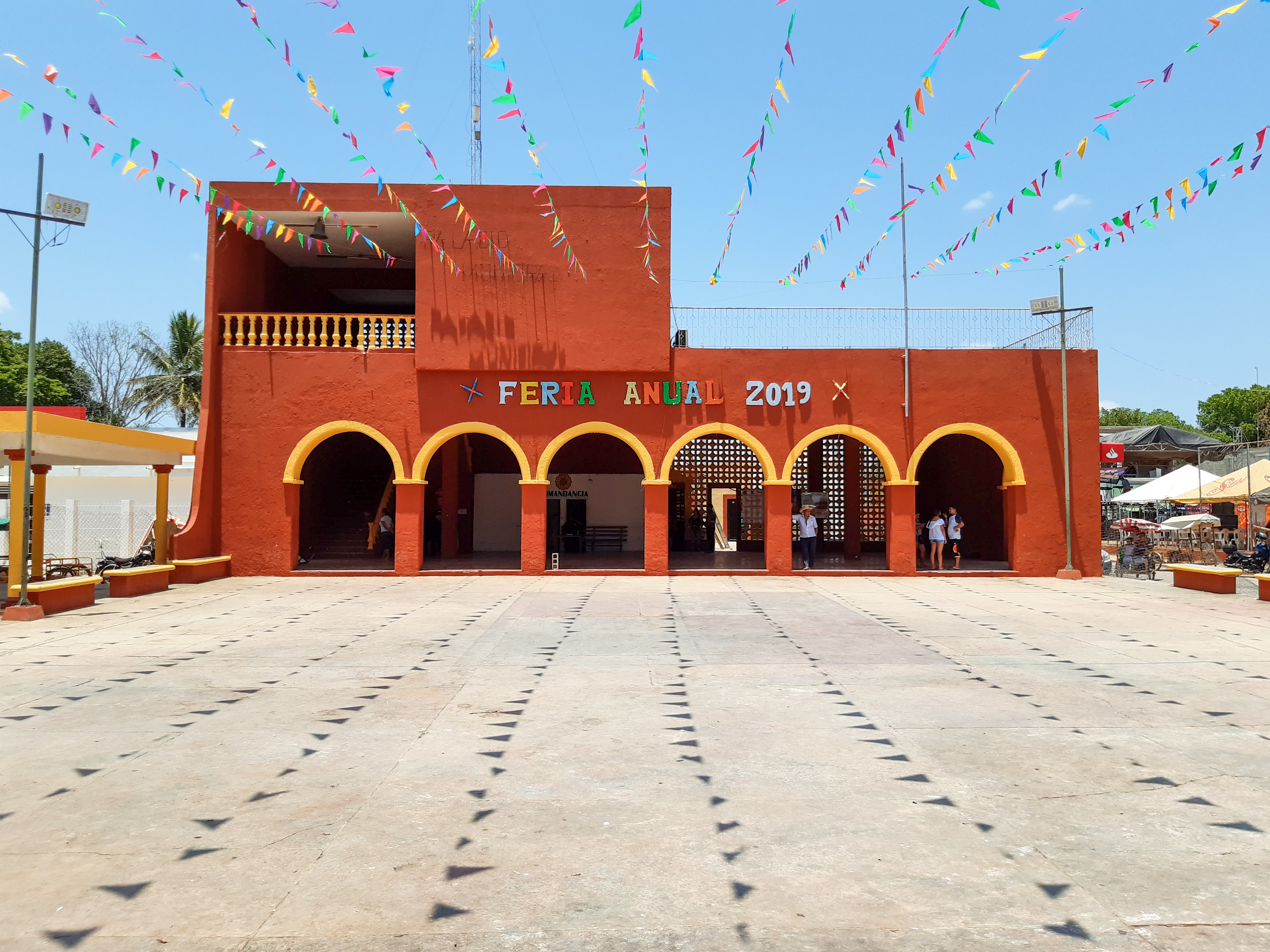
Eventos al aire libre.

### Día de muertos

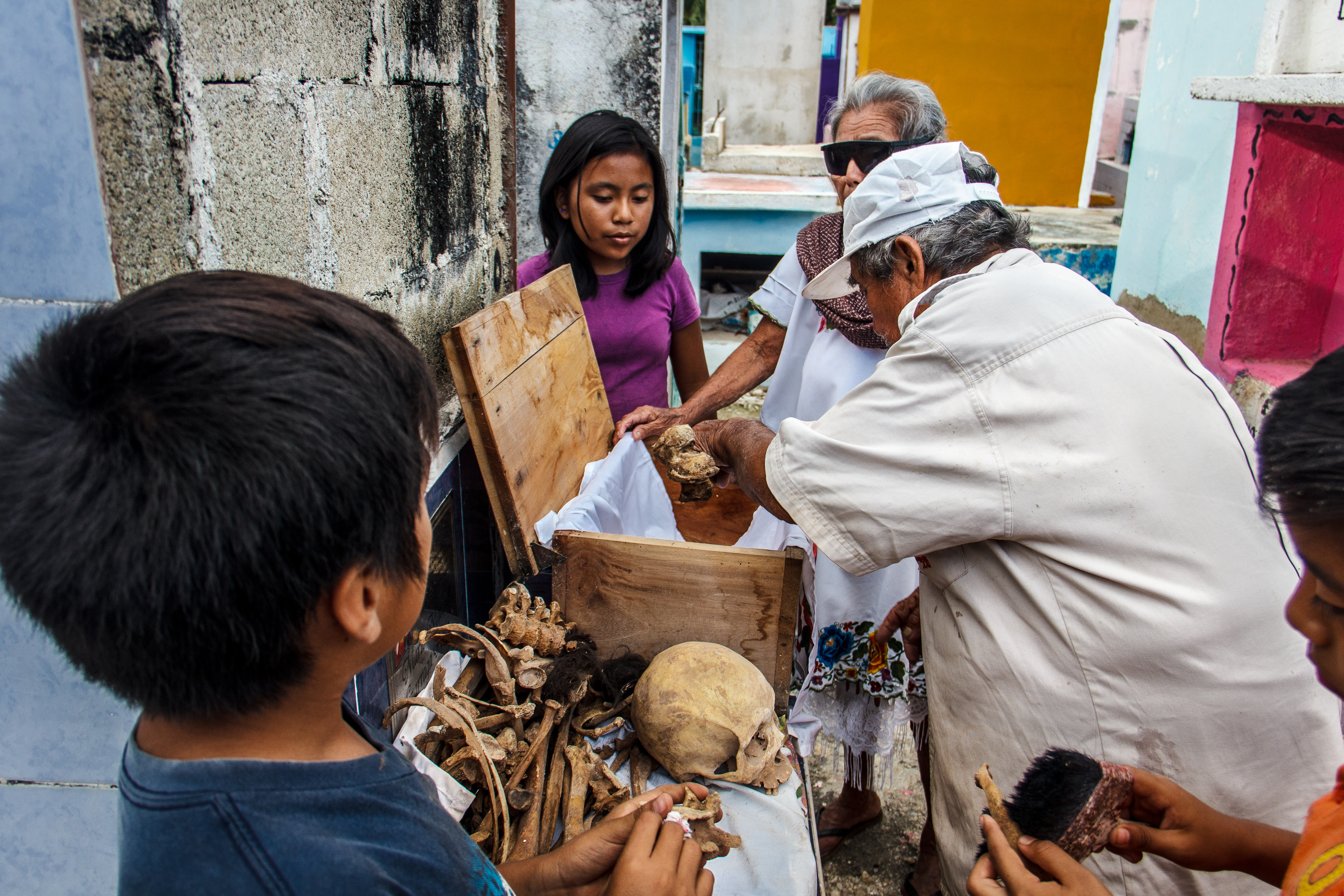
Tradiciones de día de muertos.

Durante las festividades del Día de Muertos, la villa tiene una tradición de origen maya única en la región, en la cual los restos son exhumados y limpiados para poder rendirles tributo. Los ritos funerales de la Isla de Jaina, la cual era una necrópolis, están relacionados con los orígenes prehispánicos de la tradición de día de muertos en Pomuch.

### Pan de Pomuch
Existe una vasta tradición para la fabricación de pan en la villa.
Son reconocidos en la región los panes provenientes de Pomuch, destacando por su gran tamaño y sus variedades poco convencionales e innovadoras para su época.
Sobresale el "Pan de Pichón" o Sandwichón, que consiste en un pan con relleno de jamón, queso y jalapeño.

## Sitios de interés
- Se ubica a 40 km de la Isla de Jaina y de sus vestigios arqueológicos.